# André de Joncières
Pour les articles homonymes, voir Joncières.
André Félix Ludger Rossignol de Joncières dit André de Joncières, né le 14 septembre 1872 à Marcy et mort le 1er août 1920 dans le 8e arrondissement de Paris, est un éditeur de presse et un homme d'affaires français. Il a dirigé une maison d'édition, la Librairie des publications modernes.

## Biographie
André de Joncières est le fils du compositeur d’opéra Victorin de Joncières et le petit-fils de l'avocat et journaliste politique du quotidien du soir La Patrie puis directeur de La Liberté, Auguste-Félix de Joncières. Sa mère s'appelle Louise Jenny Berliner (1848-?). Il a un frère aîné, le peintre Léonce de Joncières.
En 1883, il entre au lycée Henri-IV. Après le baccalauréat, il part en Amérique du Sud, il y travaille pendant quelque temps dans une maison d'import-export, s'occupant en particulier de la vente de peaux de bêtes et de plumes. Il apprend le guarani et voyage pendant plusieurs années.
Le 9 octobre 1899, il épouse Fanny-Kate Williams, fille d'un des principaux actionnaires de la Compagnie française des compteurs à gaz, à la mairie de Paris 16e. Les témoins sont Alphonse Berliner (1829-1900) et son fils Paul Berliner, respectivement oncle et cousin d'André. Paul était le président-délégué de la Société commerciale et industrielle de Naphte Caspienne et de la Mer Noire, fondée par Alphonse de Rothschild en 1883. Par ailleurs, il est lié à la famille de Gustave Lyon, propriétaire de la salle Pleyel. 
Son premier périodique semble avoir été Le Journal de la Beauté. Le 15 février 1901, il lance son premier périodique illustré humoristique à 10 centimes, Le Jean-qui-rit.
Le 27 avril 1902, il lance L'Amour, un hebdomadaire illustré paraissant le vendredi puis le mardi, avec Jean Malherbe comme rédacteur en chef : le support perdure jusqu'en 1914. Début 1903, il devient l'administrateur de L'Épreuve, revue d'art mensuelle dont le directeur est Victor Thomas : comme on y propose des estampes signées en prime, il est fort probable que ce titre soit une reprise de celui de Maurice Dumont, mort en 1899. Il fonde une société de presse, « Les Publications modernes », qui va regrouper en moins de cinq années, une dizaine de titres, doublé d'une agence en publicité, abonnement et annonce de presse, « L'Agence universelle ». En septembre 1904, après avoir hérité d'une partie de la fortune familiale, il rachète deux publications de Samuel-Sigismond Schwarz, à savoir L'Assiette au beurre et Le Frou-frou. C'est au siège de L’Épreuve, 62 rue de Provence, que les bureaux de l'hebdomadaire satirique s'établissent désormais.
Il lance ensuite le 19 avril 1903, La Gaieté gauloise, illustré de clichés photographiques assez légers, puis reprend La Gaudriole — fondée en 1891 pour concurrencer Fin de Siècle —, La Photo pour tous, Les Jours et les Nuits, Le Courrier franco-russe, politique littéraire et financier, organe des intérêts franco-russes (1911), ainsi que quelques ouvrages dans le genre « roman à l'eau de rose ».
En décembre 1911, il modifie la formule de l'hebdomadaire L'Assiette au beurre pour relancer les ventes, en s'associant à Henri Guilbeaux mais l'arrêt du périodique est effectif en octobre 1912. Après la Première Guerre mondiale, il tente de relancer le titre, mais il meurt subitement en août 1920. Georges Anquetil tente alors de poursuivre l'aventure à un rythme mensuel dès l'automne 1921.

## Sources
- Élisabeth Dixmier et Michel Dixmier, L'Assiette au beurre : revue satirique illustrée, 1901-1912, Paris, éd. François Maspero, 1974, p. 29-32.